# Tobias Ellwood
Tobias Ellwood, né le 12 août 1966 à New York, est un homme politique britannique. Membre du Parti conservateur, il siège à la Chambre des communes du Royaume-Uni de 2005 à 2024.

## Biographie

### Parcours militaire
Ancien capitaine des Royal Green Jackets, en service entre 1991 et 1996, Ellwood est élu conseiller du borough de Dacorum en 1999. Il tente de se faire élire au Parlement pour Worsley en 2001 mais est battu par le travailliste sortant, Terry Lewis. Son frère, Jon Ellwood, meurt lors des attentats de Bali du 12 octobre 2002. Son combat pour rapatrier son corps lui donne une certaine notoriété au niveau national.

### Carrière politique
Il est élu député en 2005 pour la circonscription de Bournemouth East dans le Dorset. Il devient, le 15 juillet 2014, sous-secrétaire d'État parlementaire au Bureau des Affaires étrangères et du Commonwealth dans le gouvernement de coalition de David Cameron et est reconduit en 2016 dans le gouvernement de Theresa May.
Lors de l'attentat du 22 mars 2017 à Londres, une photographie de Tobias Ellwood pratiquant les premiers secours sur le policier poignardé par le terroriste devant le Parlement fait la une des journaux.
Il compte en 2022 parmi les députés conservateurs ayant perdu confiance en Boris Johnson et ayant demandé un vote du Parlement pour renverser le premier ministre.